# 福壽山莊
福壽山莊，為中華民國總統蔣中正生前曾居住、巡視居留、度假之處。目前交由國軍退除役官兵輔導委員會所管理，以福壽山農場的形式經營，可提供住宿，但須提早時間預定。

## 鄰近景點
- 「永懷領袖」的蔣公雕像一座，正立於福壽山農場櫃台大門前。
- 附近有天池、達觀亭。
- 鴛鴦湖
- 一棵曾經與蔣中正、宋美齡合影過的兩葉松，該樹巨大，但曾被閃電劈過兩次，故留了兩條直線。